# Adam Wakeman
Adam Wakeman, né le 11 mars 1974 à Windsor (Angleterre), est un musicien britannique, claviériste qui a joué avec Ozzy Osbourne ainsi que pour Black Sabbath. Il est le fils de Rick Wakeman et le frère d'Oliver Wakeman, tous deux aussi claviéristes. Adam a enregistré plusieurs albums avec son père, que ce soit sous le nom Wakeman with Wakeman ou Rick Wakeman & Adam Wakeman. Il a aussi participé à 3 albums solo de Rick, dont le fameux The Six Wives of Henry VIII Live at Hampton Court Palace. Il a aussi joué avec le groupe britannique Strawbs, d'abord en 2000 sur l'album live The Complete Strawbs pour lequel il est aux claviers sur 7 chansons, puis en 2004 sur l'album Déjà Fou où il est au piano, 
Dans le milieu des années 1990, Adam a créé Jeronimo Road avec Fraser Thorneycroft-Smith. Un album, Live at the Orange, a été réalisé après le split du groupe sur le label Explore Multimedia.
En 2006, il rejoint le groupe rock progressif Headspace avec Damian Wilson au chant, le guitariste Pete Rinaldi, le bassiste Lee Pomeroy et le batteur Richard Brook. Leur EP intitulé I am… est sorti en 2007 pour coïncider avec les shows en première partie d'Ozzy Osbourne au Wembley Arena, Birmingham NIA et The Point de Dublin. L'album I am anonymous est sorti en 2012, dans le style progressif metal de Dream Theater. Il apparaît aussi comme claviériste pour le groupe Black Sabbath, tout d'abord sur Live... Gathered in Their Masses en 2013 qui a aussi fait l'effet d'un film désormais distribué en DVD, puis en 2016, il est présent sur The End: Live in Birmingham.

## Discographie

### Solo
- 1993 : Soliloquy
- 1994 : 100 Years Overtime
- 1997 : Real World Trilogy
- 2003 : Neurasthenia

### Wakeman with Wakeman
- 1992 : Wakeman With Wakeman - AKA Lure Of The Wild
- 1993 : No Expense Spared
- 1994 : The Official Bootleg
- 1994 : Wakeman with Wakeman Live

### Rick Wakeman & Adam Wakeman
- 1994 : Romance of the Victorian Age
- 1996 : Vignettes
- 1996 : Tapestries

### Damian Wilson& Adam Wakeman
- Weir Keeper's Tale (2016)
- The Sun Will Dance In Its Twilight Hour (2018)
- Stripped (2019)

### Collaborations
- 1994 : Light Up The Sky - Rick Wakeman
- 2000 : The Complete Strawbs - Strawbs
- 2001 : The Revealing Songs of Yes - Various Artists
- 2001 : Out of the Blue - Rick Wakeman and the English Rock Ensemble
- 2004 : Déjà Fou - Strawbs
- 2005 : Live at the Orange - Jeronimo Road
- 2009 : The Six Wives of Henry VIII Live at Hampton Court Palace - Rick Wakeman
- 2010 : Scream - Ozzy Osbourne
- 2012 : I Am Anonymous - Headspace
- 2013 : Live... Gathered in Their Masses - Black Sabbath
- 2013 : Snakecharmer - Snakecharmer
- 2016 : All That You Fear Is Gone - Headspace
- 2017 : The End: Live in Birmingham - Black Sabbath

## Production
- Modern Playground Love EP - 2016 - Laura Butlin